# ベクタシュ・デミレル
ベクタシュ・デミレル（Bektaş Demirel　1976年2月8日- ）はトルコの柔道選手。階級は65kg級。身長170cm。

## 人物
1994年の世界ジュニア65kg級で3位になると、ヨーロッパジュニアでは優勝を飾った。1995年のヨーロッパ選手権で3位になると、世界選手権では銅メダルを獲得した。しかし、1996年のアトランタオリンピックでは初戦で敗れた。世界ジュニアでは前回に続いて3位だった。その後、大分経過した2004年にはヨーロッパ選手権66kg級で優勝するものの、アテネオリンピックでは2回戦で敗れた。

## 主な戦績
- 1991年 - ヨーロッパユースオリンピックフェスティバル　60kg級　優勝

65kg級での戦績
- 1994年 - ロシア国際　3位
- 1994年 - 世界ジュニア　3位
- 1994年 - ヨーロッパジュニア　優勝
- 1995年 - ドイツ国際　2位
- 1995年 - ヨーロッパ選手権　3位
- 1995年 - 世界選手権　3位
- 1996年 - ロシア国際　3位
- 1996年 - 世界ジュニア　3位

66kg級での戦績
- 2002年 - ドイツ国際　優勝
- 2004年 - ヨーロッパ選手権　優勝
- 2005年 - 地中海競技大会　3位